# ديريك سانت هولمز
ديريك سانت هولمز (بالإنجليزية: Derek St. Holmes)‏ هو مغني أمريكي، ولد في 24 فبراير 1953 في ريفرفيو في الولايات المتحدة.

## وصلات خارجية
- ديريك سانت هولمز على موقع ميوزك برينز (الإنجليزية)
- ديريك سانت هولمز على موقع أول ميوزيك (الإنجليزية)
- ديريك سانت هولمز على موقع ديسكوغز (الإنجليزية)